# Seillons-Source-d’Argens
Seillons-Source-d’Argens település Franciaországban, Var megyében. Lakosainak száma 2717 fő (2022. január 1.). Seillons-Source-d’Argens Esparron, Brue-Auriac, Ollières, Saint-Martin-de-Pallières és Saint-Maximin-la-Sainte-Baume községekkel határos.

## Népesség
A település népessége az elmúlt években az alábbi módon változott:
| Lakosok száma | 2471 | 2513 | 2529 | 2468 | 2502 | 2492 | 2526 | 2617 | 2717 |
|               | 2013 | 2015 | 2016 | 2017 | 2018 | 2019 | 2020 | 2021 | 2022 |